# Marianna Wiśniowiecka
Marianna Wiśniowiecka (ur. ok. 1600, zm. w lutym 1624) – polska księżniczka, najstarsza córka Konstantego Wiśniowieckiego i Anny Zahorowskiej.

## Życiorys
W lutym 1620 na zamku w Olesku poślubiła magnata polskiego Jakuba Sobieskiego. Małżeństwo to zapewniało Jakubowi koligację z potężnym rodem Wiśniowieckich. Zdaniem części badaczy księżniczka wniosła Sobieskiemu w posagu miasto Zborów z przyległościami, jednakże wiadomość ta jest uważana za mało wiarygodną. Po ślubie małżonkowie zamieszkali w rodowej rezydencji Sobieskich w Złoczowie. Małżeństwo nie należało do udanych, gdyż Jakub często podróżował na wyprawy wojenne, zostawiając małżonkę w domu.
Marianna była bardzo wątła i chorowita. Urodziła mężowi dwie córki, które zmarły w niemowlęctwie. Pierwsza z córek otrzymała imię Teresa. Podczas narodzin drugiego dziecka Marianna zmarła i 27 marca 1624 została pochowana w niedawno co zbudowanej przez Jakuba kolegiacie w Złoczowie, w której wcześniej pochowano obydwie ich córki.